# والنتین مانکین
والنتین مانکین (به روسی: Валентин Манкин) ورزشکار مرد رشتهٔ قایقرانی بادبانی اهل کشور اتحاد جماهیر شوروی است. وی در بین سال‌های ‎۱۹۶۸ تا ۱۹۸۰ میلادی در مسابقات بازی‌های المپیک تابستانی در مجموع ۴ مدال، شامل ۳ مدال طلا و ۱ نقره را کسب کرد.